# پل پدرسن (ژیمناست)
پل پدرسن (نروژی: Paul Pedersen; ۱۸ سپتامبر ۱۸۸۶ – ۱۶ اوت ۱۹۴۸) ژیمناست هنری اهل نروژ بود.